# Bokchang
Bokchang, död 1195, var Koreas drottning 1125–1126, gift med kung Injong av Goryeo. 
Hennes far var minister och gifte bort både henne och hennes syster med kungen. Hennes far försökte utan framgång förgifta sin svärson kungen. Först personligen, och sedan genom att ge henne order att göra det: hon misslyckades dock med avsikt med mordförsöket. Hennes far avsattes 1126 och dödades 1127. Hon och hennes syster avsattes från sin ställning som kungens hustrur och förvisades från hovet. Hon förlorade titeln som drottning och fick titeln Avsatta Prinsessan Bokchang. Hon blev dock väl behandlad, på grund av att hon hade vägrat utföra sin fars order att mörda kungen, och fick en egendom och ett hushåll och medel att leva ett bekvämt liv. 